# برشگر (الکترونیک)

طرح‌واره مبدل با استفاده از ویبراتور به عنوان برشگر.

در الکترونیک از مدار برشگر برای اشاره به انواع بی‌شماری دستگاه‌های کلیدزنی الکترونیکی و مدارهای مورد استفاده در کنترل توان و کاربردهای سیگنال استفاده می‌شود. برشگر دستگاهی است که ورودی DC ثابت را مستقیماً به ولتاژ خروجی DC متغیر تبدیل می‌کند. اساساً، یک برشگریک کلید الکترونیکی است که برای قطع یک سیگنالِ تحت کنترل است.
در کاربردهای الکترونیک قدرت از آن‌جا که عنصر کلیدزنی به‌طور کامل یا کاملاً خاموش است، تلفات آن کم است و مدار می‌تواند راندمان بازدهی را فراهم کند. با این حال، جریان عرضه شده به بار ناپیوسته است و برای جلوگیری از اثرات نامطلوب ممکن است نیاز به هموارسازی یا فرکانس کلیدزنی زیاد داشته باشد. در مدارهای پردازش سیگنال، استفاده از برشگر سیستم را در برابر رانش اجزای الکترونیکی تثبیت می‌کند. سیگنال اصلی را می‌توان پس از تقویت یا پردازش دیگر توسط یک دمدولاتور همزمان، که فرایند «برشگری» را انجام می‌دهد، بازیابی کرد.

## کاربردها
مدارهای برشگر در چندین کاربرد استفاده دارد، از جمله:
- منبع تغذیه کلیدزنی، از جمله مبدل‌های DC به DC.
- کنترل‌کننده‌های سرعت موتورهای DC
- راه‌اندازی  موتورهای گشتاور DC بدون جاروبک یا موتورهای پله‌ای در عملگر مکانیکی
- تقویت‌کننده‌های الکترونیکی کلاس D
- فیلترهای خازنی کلیدزنی
- راه‌انداز فرکانس-متغیر
- افزاینده ولتاژ DC
- اتومبیل‌های برقی باتری
- شارژرهای باتری
- یدک‌کش راه‌آهن